# Gyáni Imre
Gyáni Imre (Kisújszállás, 1913. augusztus 16. – Dunakeszi, 2009. január 1.) középiskolai tanár, Hódmezővásárhely díszpolgára.

## Élete

### Családja
Édesapja Gyáni Ignác (1870–1953) gazdálkodó, édesanyja Veres Terézia (1881–1962). Testvérei: Gyáni Ferenc (1902–1974) gazda, Gyáni Lajos (1906–1991) nyomdász, Gyáni Gyula (1908–1963) asztalos és Gyáni Sándor (1910–1993) középiskolai tanár.
1942-ben házasságot kötött Csáki Margit (1920) óvónővel. Két gyermekük született, Gyáni Lajos (1943) épületgépész-mérnök és Gyáni Gábor egyetemi tanár, történész, a Magyar Tudományos Akadémia tagja.

### Pályafutása
Elemi iskoláit Battonyán és Dévaványán végezte, a kisújszállási református gimnáziumban érettségizett 1933-ban. 1938-ban történelem-latin-földrajz szakon szerzett diplomát a Tisza István Tudományegyetemen. Egyetemi évei alatt, 1937-ben a Márciusi Front debreceni csoportjának alapító tagja.
1940-től a Hódmezővásárhelyi Bethlen Gábor Gimnázium tanára, majd igazgatóhelyettese. 1950 és 1957 között a gimnázium igazgatója volt.
A második világháború után a Nemzeti Parasztpárt tagja (1945–1949), 1948 áprilisától az országos vezetőségbe is beválasztották. 1946-tól tagja a hódmezővásárhelyi törvényhatósági bizottságnak. 1947-1949 között Szeged főispánja. 1954-től 1957-ig a Hazafias Népfront hódmezővásárhelyi elnöke tisztét töltötte be.
1956. október 19-én engedélyezte a Diákparlament összehívását a Bethlen Gábor Gimnáziumban. 1956. október 29-én törvényesen titkos választáson a Nemzeti Bizottság elnökévé választották. November 1-jén jelentős szerepet játszott a Nemzeti Parasztpárt helyi szervezetének újjászervezésében.
1957. január végén letartóztatták, előbb Kistarcsára, majd Tökölre internálták. 1958-ban a szegedi Népbíróság 6 év börtönbüntetésre ítélte. Előbb a szegedi Csillagbörtönben, majd Vácott raboskodott. 1958 tavaszán örökre eltiltották a tanári pályától. Amnesztiával, 1960. április 4-én szabadult.
1960-tól 1967-ig az Agrártudományi Kutató Intézet külső munkatársa volt, majd 1981-ig a Hídépítő Vállalat raktárvezetője Makón, majd Szegeden. 1982-ben nyugállományba vonult.

## Művei
- A nádori méltóság a XVII. században Tanári szakdolgozat. (Debrecen, 1937)[1]
- A felszabadult Hódmezővásárhely tíz éve (1944–1954) (Csongrád megyei füzetek. 2., Szeged, 1954).[1][2]

## Elismerései
- Köztársasági Érdemérem ezüst fokozata (1948)
- 1956-os Emlékérem (1991)

### Díja
Hódmezővásárhely Megyei Jogú Város Közgyűlése 2006-ban, az 1956-os forradalom és szabadságharc 50. évfordulója alkalmából példaértékű helytállásának elismeréseként „Hódmezővásárhely díszpolgára” kitüntető címet adományozott neki.

## Emlékezete
2013. október 23-án a Bethlen Gábor Református Gimnázium folyosóján felavatták Gyáni Imre portré-domborművét. Az alkotást Erdős Péter  és Návay Sándor szobrászművész készítette.